# Nikki Amini
Negar Nikki Amini, tidigare Shafieian, född 23 oktober 1984 i Teheran i Iran, är en svensk TV-profil och marknadsförare, tidigare på Universal Music Groups huvudkontor i London. Hon var 2016–2020 en av jurymedlemmarna i Idol. Amini har arbetat med artister som Rihanna, Taylor Swift, Avicii och Justin Bieber. 2018 tävlade Amini i Let's Dance där hon kom på tionde plats.

## Uppväxt och yrkesliv
Amini flyttade till Sverige med familjen när hon var ett och ett halvt år och växte upp i stadsdelen Akalla i Stockholm. Hon inledde sin karriär på skivbolaget Warner Music, där hon arbetade med marknadsföring och PR. År 2018 medverkade hon i julkalendern Storm på Lugna gatan.
Sedan 2019 driver hon, tillsammans med stylisten Sara Biderman, podcasten Bulle i Ugnen. Amini är sedan januari 2020 en del av NRJ Morgon där hon driver programpunkten New Hits Friday.
Amini medverkade i Expeditionen säsong 2 2022 och var en av tre deltagare som nådde toppen av Lobuche Peak tillsammans med Anja Pärson och Gustaf Hammarsten. Under våren 2023 var hon en av medlemmarna i den fasta panelen i Bäst i test. Under 2024 är hon en av de fasta deltagarna i underhållningsprogrammet På riktigt?! på SVT.

## Familjeliv
Nikki Amini gifte sig med Niklas Twetman den 3 juni 2017. Tillsammans har de en dotter född 2019.

## TV-medverkan (i urval)
- 2016 - 2020 Idol (TV-serie)
- 2018 Let's Dance (TV-serie)
- 2018 Storm på Lugna gatan (TV-serie)
- 2022 Expeditionen (TV-serie)
- 2022 Klimatkampen (TV-serie)
- 2023 Bäst i test (TV-serie)
- 2023 Tolvslaget på Skansen
- 2024 Tillsammans för Världens Barn
- 2024 Jorden runt på 80 dagar (TV-serie)
- 2025 Stranded on Honeymoon Island Sverige (programledare)